# Needham (motorfiets)
Needham is een historisch motorfietsmerk.
De Brit S.O. Needham construeerde in 1928 een interessante 170 cc tweetakt die al vier versnellingen had. In die tijd was dat zeker bij lichte modellen niet gebruikelijk.